# Gran Turismo 5
Gran Turismo 5 är det femte spelet i Gran Turismo-serien. Spelet har utvecklats av Polyphony Digital och publicerats av Sony Computer Entertainment. Gran Turismo 5 är det första spelet i serien (bortsett från Gran Turismo 5 Prologue) som har online-stöd. Man kan spela upp till 16 stycken samtidigt online. Spelet innehåller över 1 000 bilar och 73 banor plus "Course Maker".  
Spelet avslöjades första gången under E3 2006 och den första trailern till spelet lanserades på E3 2009. I trailer avslöjades det att NASCAR , WRC och Super GT kommer att finnas i spelet.  Spelet var ursprungligen avsett att släppas senast under sent 2008, men släpptes i stället under sent 2010.

## Nyheter i spelet
- Under ett lopp går från dag till natt och natt till dag.
- Karting är med för första gången.
- Man kan välja banor där det snöar eller regnar.
- I "Course Maker"-menyn kan man göra sin egen bana och provköra den.
- NASCAR, WRC och Super GT är för första gången med i spelet.
- Det finns två sorters bilar i spelet, "Standard" och "Premium". Premiumbilar är mer detaljerade än standardbilar och bilskadorna blir mer omfattande.
- Alla bilar kan välta.
- Producenterna har skapat en påhittad bil, "X1 Prototype". Formel 1-mästaren Sebastian Vettel blev den förste att testa bilen på Nürburgring i spelet.